# محمد وعد
محمد وعد (مواليد 18 سبتمبر 1999 الموصل) لاعب كرة قدم قطري من أصل عراقي يجيد اللعب في خط الوسط مع نادي السد.
لعب مع نادي السد في دوري نجوم قطر و أعير إلى كولتورال ليونيسا الاسباني والنادي الأهلي ونادي الوكرة.
و هو شقيق اللاعب فهد وعد.
حيث وقد أعير إلى نادي الوكرة عام 2020 

## روابط خارجية
محمد وعد جدوع على موقع موقع النبراس (العربية)
- محمد وعد على موقع الاتحاد الأوربي (الإنجليزية)
- محمد وعد على موقع قاعدة بيانات كرة القدم.إي يو (الإنجليزية)
- محمد وعد على موقع ناشيونال فوتبول تيمز (الإنجليزية)
- محمد وعد على موقع Soccerway.com (الإنجليزية)
- محمد وعد على موقع عالم كرة القدم.نت (الإنجليزية)